# Dramat antyczny
Dramat antyczny – obejmuje utwory sceniczne ukształtowane w starożytnej Grecji. Jego źródeł badacze upatrują w starożytnych świętach ku czci boga Dionizosa, podczas których przebrany w koźle skóry chór, prowadzony przez koryfeusza, opiewał w dytyrambach bóstwo wina i natury. W VI wieku p.n.e. ze śpiewu chóralnego wydzielił się solista, który dialogował z przewodnikiem chóru. W ten sposób doszło do powstania dramatu satyrowego oraz dwóch podstawowych gatunków dramatycznych, tragedii i komedii.

## Dramat starogrecki
- dramat satyrowy
- tragedia starogrecka
- komedia starogrecka

## Dramat rzymski
- tragedia rzymska
- komedia rzymska